# ナショナル・アカデミー・オブ・レコーディング・アーツ・アンド・サイエンス
ザ・レコーディング・アカデミー（The Recording Academy、正式名：ナショナル・アカデミー・オブ・レコーディング・アーツ・アンド・サイエンス、略称：NARAS）は、ミュージャン、プロデューサー、レコーディング・エンジニア、その他、音楽と音楽マーケットの質と文化的土壌の向上に寄与するレコーディング・プロフェッショナルらによるアメリカ合衆国の組織。
1957年に発足した同協会は「グラミー賞」を主催することで知られる。1997年には「ラテン・グラミー賞」を主催するザ・ラテン・レコーディング・アカデミー（正式名：ラテン・アカデミー・オブ・レコーディング・アーツ・アンド・サイエンス）を設立している。

## プロデューサーズ・アンド・エンジニアズ・ウイング
プロデューサーズ・アンド・エンジニアズ・ウイング (P&E Wing) は、プロデューサー、エンジニア、ミキサー、その他技術者で構成する同協会の付属部門である。会員は約6000人。レコーディング業界が直面する問題に関する提言のほか、音楽教育やレコーディング教育のサポート、プロ・ユース機材の使用と保存を推奨する。
同部門の会員は、毎年開かれる「グラミー賞」の投票者の中でも大きな割合を占めている。

## グラミー・ユニバーシティ・ネットワーク (GRAMMY U)
グラミー・ユニバーシティ・ネットワーク (GRAMMY U) は、音楽業界への就職を志望する大学・専門学校生を対象とした組織である。
学生が将来音楽業界で独り立ちできるように、学生の準備の手助けとしてザ・レコーディング・アカデミーが設立したもので、人脈形成、双方向教育プログラム、演奏機会を提供する。
学生にレコーディング業界に触れさせることにより、学生の現在の大学・専門学校でのカリキュラムを高めるように設計されている。

## ミュージケアーズ
ザ・レコーディング・アカデミーは、慈善事業「ミュージケアーズ」をサポートしている。